# Michael Dudick
Michael Joseph Dudick (ur. 24 lutego 1916 w St. Clair, , zm. 30 maja 2007 w Schuylkill Haven) – amerykański duchowny greckokatolicki, bizantyjsko-rusiński biskup Passaic (1968–1995).

## Biografia
Urodził się w rodzinie imigrantów pochodzenia rusińskiego w St. Clair w Pensylwanii i kształcił się w tamtejszych szkołach publicznych. Uczęszczał do Benedictine College i St. Procopius Seminary, oba w Lisle w stanie Illinois (obecnie Benedictine University), a następnie został wyświęcony na kapłana 13 listopada 1945 r. przez biskupa Basila Takacha w katedrze bizantyjsko-katolickiej św. Jana Chrzciciela w Munhall w Pensylwanii. Sprawował funkcję proboszcza w licznych parafiach w Ohio, Pittsburghu i w całej zachodniej Pensylwanii. 
Kiedy w 1963 r. utworzono eparchię Passaic, został jej pierwszym kanclerzem. Jednocześnie był proboszczem parafii św. Jerzego w Newark. 21 sierpnia 1968 r. został mianowany przez papieża Pawła VI drugim w historii biskupem Passaic.
W trakcie jego rządów nad diecezją utworzono 32 nowe parafie i misje. Powstały nowe klasztory, w tym bazylianów z Máriapócs w Matawan (hrabstwo Monmouth) i karmelitanek bosych (gałąź greckokatolicka) w Sugarloaf (hrabstwo Luzerne).
Zbudował również nowe Centrum Eparchialne w Woodland Park w stanie New Jersey oraz centrum duchowo-rekreacyjne Carpathian Village w północno-wschodniej Pensylwanii. W 1972 r. założył Heritage Institute Museum and Library, w którym znajduje się kolekcja obrazów religijnych i świeckich, sztuki sakralnej, szat liturgicznych, strojów narodowych, haftów, sztuki ludowej i innych pamiątek. Biblioteka Instytutu posiada zbiór rzadkich słowiańskich książek i rękopisów.
Bp Dudick był również członkiem Kongregacji ds. Kościołów Wschodnich i członkiem Papieskiej Komisji ds. Rewizji Kodeksu Prawa Kanonicznego Wschodniego. Przewodniczył Synodowi Katolickich Biskupów Wschodnich, a także był członkiem komisji międzyrytualnej i komisji ekumenicznej w ramach Konferencji Katolickich Biskupów Stanów Zjednoczonych. Zasiadał również w radzie nadzorczej Uniwersytetu Harvarda i radzie regentów Uniwersytetu Seton Hall.
Przez lata był aktywny podczas corocznych Marszów dla Życia w Waszyngtonie. Zazwyczaj odprawiał Boską Liturgię w Bazylice Narodowego Sanktuarium Niepokalanego Poczęcia, aby zamknąć prawie 24-godzinne czuwanie, które odbywało się w sanktuarium przed marszem pro-life.
Bp Dudick zrezygnował z funkcji ordynariusza w 1995 r. i osiadł w jako kapelan we wspomnianym klasztorze karmelitanek. Zmarł w wieku 91 lat w 2007 r. Został pochowany na cmentarzu klasztoru Mount Saint Macrina w Uniontown w Pensylwanii.